# Echinocardium flavescens
Echinocardium flavescens is een zee-egel uit de familie Loveniidae. De wetenschappelijke naam van de soort werd in 1776 gepubliceerd door Otto Friedrich Müller.

## Kenmerken
E. flavescens is kleiner dan de zeeklit (E. cordatum) (tot ongeveer 70 mm lang). De voorste ambulacraalplaat ligt niet in een diepe holte, zoals bij E. cordatum en de voorkant is nauwelijks ingedeukt. De achterkant is hoog en het labrum achter de mond zeer prominent. Sommige interambulacrale stekels op de bovenkant zijn opvallend lang en dik. Deze soort leeft in dezelfde habitats als E. cordatum, zelden op het lagere kustniveau en meestal sublitoraal; uit de kust tot 300 meter. De soort komt voor van arctisch Noorwegen tot de Middellandse Zee.
De soort werd door verschillende auteurs gerekend tot de Spatangidae.